# Analisi modale
L'analisi modale è una tecnica per la caratterizzazione del comportamento dinamico di un sistema, e in particolare per estrarre le costanti modali di un sistema (frequenze proprie, smorzamento modale, massa e rigidezza modale) che permettono di comprenderne la dinamica. I metodi di analisi modale si basano sullo studio sperimentale o numerico delle forme modali. 
Nella pratica sperimentale, le tecniche modali consistono nell'eccitazione meccanica di una struttura (attraverso martello o vibratore), e nella simultanea registrazione delle vibrazioni tramite una rete di sensori (tipicamente accelerometri). In analisi strutturale, permette la determinazione delle proprietà e della risposta di una struttura, vincolata o libera, in dinamica autonoma oppure eccitata da sollecitazioni forzanti dinamiche imposte dall'esterno.

## Descrizione
Nel caso di corpi semplici l'analisi modale è in grado di studiare il comportamento dinamico nel dettaglio attraverso la valutazione della sua frequenza naturale e dei modi propri di vibrare associati. Nel caso di strutture complesse, esse vengono preventivamente schematizzate attraverso il metodo degli elementi finiti al fine di ottenere gli stessi risultati riferiti all'insieme.

Mediante tale analisi si definisce la risposta della struttura in progetto a forzanti con diversi contenuti armonici. Gli scopi possono essere vari, per esempio evitare fenomeni di risonanza meccanica oppure valutare gli stati di sforzo/deformazione indotti dalle stesse forzanti.
I campi d'applicazione di tale metodologia sono l'ingegneria meccanica, l'ingegneria aerospaziale, l'ingegneria biomedicale, l'ingegneria del suono e l'ingegneria civile per quanto concerne l'analisi delle sollecitazioni sismiche.

## Formulazione matematica
Il sistema analizzato deve essere descrivibile in termini di una variabile q (per esempio uno spostamento) che si suppone continua e derivabile rispetto al tempo. Per ogni nodo del sistema si scrive un'equazione specifica che tiene conto di tutti gli elementi necessari. Per esempio, per una struttura in campo sismico, q(t) rappresenta la funzione di spostamento, la sua derivata prima la velocità degli spostamenti, la derivata seconda le accelerazioni del sistema (che in linea di principio sono influenzate ma diverse da quelle sismiche). Sempre in campo sismico, si considera inoltre la massa M pertinente al nodo considerato, lo smorzamento C, una costante K relativa alla risposta elastica della struttura. Le equazioni scritte riguardano l'equilibrio dei singoli nodi, perciò al secondo membro compare la forza sismica f(t).
Dato il sistema ad n gradi di libertà, che è un sistema algebrico differenziale del secondo ordine:

{\displaystyle \mathbf {\underline {\underline {M}}} \,{\ddot {\mathbf {\underline {q}} }}\mathbf {\left(t\right)} +\mathbf {\underline {\underline {C}}} \,{\dot {\mathbf {\underline {q}} }}\mathbf {\left(t\right)} +\mathbf {\underline {\underline {K}}} \,\mathbf {\underline {q}} \mathbf {\left(t\right)} =\mathbf {{\underline {f}}\left(t\right)} }

Considero l'equivalente sistema non smorzato:

{\displaystyle \mathbf {\underline {\underline {M}}} \,{\ddot {\mathbf {\underline {q}} }}\mathbf {\left(t\right)} +\mathbf {\underline {\underline {K}}} \,\mathbf {\underline {q}} \mathbf {\left(t\right)} =\mathbf {{\underline {f}}\left(t\right)} }

È possibile calcolare gli autovalori e gli autovettori associati attraverso il problema di autovalori associato, del secondo ordine:

{\displaystyle \mathbf {\underline {\underline {K}}} \,\mathbf {{\underline {Z}}^{n}} =\mathbf {\lambda _{n}} \mathbf {\underline {\underline {M}}} \,\mathbf {{\underline {Z}}^{n}} }

Dove i {\displaystyle \lambda _{n}} sono gli autovalori, e gli {\displaystyle {\underline {Z}}^{n}} sono gli autovettori del sistema, nella forma di vettori colonna. Con questa formulazione si calcolano gli autovalori con:

{\displaystyle \mathbf {det\left({\underline {\underline {K}}}-\lambda _{n}{\underline {\underline {M}}}\right)=0} }

e successivamente gli autovettori associati a ogni autovalore:

{\displaystyle \mathbf {\left({\underline {\underline {K}}}-\lambda _{n}{\underline {\underline {M}}}\right){\underline {Z}}^{n}=0} }

È così possibile utilizzare gli autovettori, che sono i modi propri del sistema approssimati, per la diagonalizzazione del sistema, che, se anche la matrice di smorzamento è diagonalizzabile, porta a scrivere il sistema in coordinate modali come un sistema di equazioni tra loro indipendenti.
Effettuo il cambio di coordinate:

{\displaystyle \mathbf {\underline {q}} \mathbf {\left(t\right)} =\mathbf {\underline {\underline {Z}}} \,\mathbf {\underline {\widehat {q}}} \mathbf {\left(t\right)} ={\begin{bmatrix}\mathbf {{\underline {Z}}^{1}} \ \mathbf {{\underline {Z}}^{2}} \ ...\ \mathbf {{\underline {Z}}^{n}} \ \end{bmatrix}}\,\mathbf {\underline {\widehat {q}}} \mathbf {\left(t\right)} =\mathbf {{\underline {Z}}^{1}} \,\mathbf {\widehat {q_{1}}} +\mathbf {{\underline {Z}}^{2}} \,\mathbf {\widehat {q_{2}}} +...\ +\mathbf {{\underline {Z}}^{n}} \,\mathbf {\widehat {q_{n}}} }

Si può osservare che questo cambio di coordinate è legittimo perché gli autovettori sono tra loro indipendenti, in virtù dell'ortogonalità. La nuova variabile consente di scrivere il problema nella forma:

{\displaystyle \mathbf {\underline {\underline {M}}} \,\mathbf {\underline {\underline {Z}}} \,{\ddot {\mathbf {\underline {\widehat {q}}} }}\mathbf {\left(t\right)} +\mathbf {\underline {\underline {C}}} \,\mathbf {\underline {\underline {Z}}} \,{\dot {\mathbf {\underline {\widehat {q}}} }}\mathbf {\left(t\right)} +\mathbf {\underline {\underline {K}}} \,\mathbf {\underline {\underline {Z}}} \,{\mathbf {\underline {\widehat {q}}} }\mathbf {\left(t\right)} =\mathbf {{\underline {f}}\left(t\right)} }

Premoltiplicando l'equazione per la matrice trasposta degli autovettori:

{\displaystyle \mathbf {{\underline {\underline {Z}}}^{T}} \mathbf {\underline {\underline {M}}} \,\mathbf {\underline {\underline {Z}}} \,{\ddot {\mathbf {\underline {\widehat {q}}} }}\mathbf {\left(t\right)} +\mathbf {{\underline {\underline {Z}}}^{T}} \mathbf {\underline {\underline {C}}} \,\mathbf {\underline {\underline {Z}}} \,{\dot {\mathbf {\underline {\widehat {q}}} }}\mathbf {\left(t\right)} +\mathbf {{\underline {\underline {Z}}}^{T}} \mathbf {\underline {\underline {K}}} \,\mathbf {\underline {\underline {Z}}} \,{\mathbf {\underline {\widehat {q}}} }\mathbf {\left(t\right)} =\mathbf {{\underline {\underline {Z}}}^{T}} \mathbf {{\underline {f}}\left(t\right)} }

Assumendo che anche la matrice di smorzamento sia tale, il che è vero solo per smorzamento piccolo e frequenze naturali del sistema lontane tra loro, è diagonalizzato.
Si può quindi scrivere nella forma:

{\displaystyle \mathbf {\underline {\underline {\widehat {M}}}} \,{\ddot {\mathbf {\underline {\widehat {q}}} }}\mathbf {\left(t\right)} +\mathbf {\underline {\underline {\widehat {C}}}} \,{\dot {\mathbf {\underline {\widehat {q}}} }}\mathbf {\left(t\right)} +\mathbf {\underline {\underline {\widehat {K}}}} \,{\mathbf {\underline {\widehat {q}}} }\mathbf {\left(t\right)} =\mathbf {{\underline {\widehat {f}}}\left(t\right)} }

Questo nuovo sistema è costituito da equazioni tra loro indipendenti, nella forma:

{\displaystyle \mathbf {{\widehat {m}}_{r}} \,\mathbf {{\ddot {\widehat {q}}}_{r}} \mathbf {\left(t\right)} +\mathbf {{\widehat {c}}_{r}} \,\mathbf {{\dot {\widehat {q}}}_{r}} \mathbf {\left(t\right)} +\mathbf {{\widehat {k}}_{r}} \,{\mathbf {{\widehat {q}}_{r}} }\mathbf {\left(t\right)} =\mathbf {{\widehat {f}}_{r}\left(t\right)} }

Le {\displaystyle {\widehat {m}}_{r}} e {\displaystyle {\widehat {k}}_{r}} sono dette rispettivamente massa modale e rigidezza modale.
Divido l'equazione per la massa modale associata:

{\displaystyle \mathbf {{\ddot {\widehat {q}}}_{r}} \mathbf {\left(t\right)} +{\frac {\mathbf {\widehat {c}} _{r}}{\mathbf {{\widehat {m}}_{r}} }}\,\mathbf {{\dot {\widehat {q}}}_{r}} \mathbf {\left(t\right)} +{\frac {\mathbf {\widehat {k}} _{r}}{\mathbf {{\widehat {m}}_{r}} }}\,{\mathbf {{\widehat {q}}_{r}} }\mathbf {\left(t\right)} ={\frac {\mathbf {{\widehat {f}}_{r}} \left(t\right)}{\mathbf {{\widehat {m}}_{r}} }}}

Definisco la pulsazione naturale, non smorzata, associata al modo, che coincide con l'autovalore associato:

{\displaystyle \mathbf {\omega _{0r}} ={\sqrt {\frac {\mathbf {{\widehat {k}}_{r}} }{\mathbf {{\widehat {m}}_{r}} }}}}

Lo smorzamento critico:

{\displaystyle \mathbf {{\widehat {c}}_{r}^{\star }} =2{\sqrt {\mathbf {{\widehat {k}}_{r}} {\mathbf {{\widehat {m}}_{r}} }}}}

 
Il coefficiente di smorzamento modale:

{\displaystyle \mathbf {\zeta _{r}} ={\frac {\mathbf {{\widehat {c}}_{r}} }{\mathbf {{\widehat {c}}_{r}^{\star }} }}}

 
Per cui

{\displaystyle {\frac {\mathbf {{\widehat {c}}_{r}} }{\mathbf {{\widehat {m}}_{r}} }}=2\,\mathbf {\zeta _{r}} \,\mathbf {\omega _{0r}} }

 
E si può scrivere l'equazione in coordinate modali in forma canonica:

{\displaystyle \mathbf {{\ddot {\widehat {q}}}_{r}} \mathbf {\left(t\right)} +2\,\mathbf {\zeta _{r}} \,\mathbf {\omega _{0r}} \,\mathbf {{\dot {\widehat {q}}}_{r}} \mathbf {\left(t\right)} +\mathbf {\omega _{0r}^{2}} \,{\mathbf {{\widehat {q}}_{r}} }\mathbf {\left(t\right)} ={\frac {\mathbf {{\widehat {f}}_{r}} \left(t\right)}{\mathbf {{\widehat {m}}_{r}} }}}

Trasformiamo l'equazione secondo Laplace:

{\displaystyle \mathbf {s^{2}} \,\mathbf {{\tilde {\widehat {q}}}_{r}} \mathbf {\left(s\right)} +2\,\mathbf {\zeta _{r}} \,\mathbf {\omega _{0r}} \,\mathbf {s} \,\mathbf {{\tilde {\widehat {q}}}_{r}} \mathbf {\left(s\right)} +\mathbf {\omega _{0r}^{2}} \,{\mathbf {{\tilde {\widehat {q}}}_{r}} }\mathbf {\left(s\right)} ={\frac {\mathbf {{\tilde {\widehat {f}}}_{r}} \left(s\right)}{\mathbf {{\widehat {m}}_{r}} }}}

Quindi è possibile definire la funzione di trasferimento per gli spostamenti modali:

{\displaystyle \mathbf {{\tilde {\widehat {q}}}_{r}} \mathbf {\left(s\right)} ={\frac {1}{\mathbf {{\widehat {m}}_{r}\left(s^{2}+\omega _{r}^{2}+2\zeta _{r}\omega _{0r}s\right)} }}\mathbf {{\tilde {\widehat {f}}}_{r}} }

Considerando le grandezze vettoriali:

{\displaystyle \mathbf {\tilde {\underline {\widehat {q}}}} \mathbf {\left(s\right)} ={\begin{bmatrix}\ddots &\ &\ \\\ &{\frac {1}{\mathbf {{\widehat {m}}_{r}\left(s^{2}+\omega _{r}^{2}+2\zeta _{r}\omega _{0r}s\right)} }}&\ \\\ &\ &\ddots \end{bmatrix}}\mathbf {\tilde {\underline {\widehat {f}}}} }

Tornando in coordinate modali:

{\displaystyle \mathbf {\tilde {\underline {q}}} \mathbf {\left(s\right)} =\mathbf {\underline {\underline {Z}}} {\begin{bmatrix}\ddots &\ &\ \\\ &{\frac {1}{\mathbf {{\widehat {m}}_{r}\left(s^{2}+\omega _{r}^{2}+2\zeta _{r}\omega _{0r}s\right)} }}&\ \\\ &\ &\ddots \end{bmatrix}}\mathbf {{\underline {\underline {Z}}}^{T}} \,\mathbf {\underline {\tilde {f}}} }

Questa è la funzione di trasferimento con in ingresso le forze ed in uscita gli spostamenti.